# Erdőtarcsa
Erdőtarcsa es un pueblo ubicado en el condado de Nógrád, Hungría.

## Superficie
Posee una superficie de 15,07 kilómetros cuadrados.

## Demografía
Hasta 2021 la población era de 465 habitantes, con una densidad de población de 30,85 habitantes por kilómetro cuadrado.